# Niccolò Boldrini
Niccolò Boldrini, född omkring 1510 och död efter 1566, var en italiensk träsnidare.
Boldrini var verksam i Venedig, där han arbetade särskilt efter Tizians teckningar. Boldrinis högklassiga träsnitt är tämligen sällsynta.